# Herbert Goldschmidt
Herbert Goldschmidt (* 1. September 1890 in Strehlen, Provinz Schlesien; † 1943 im KZ Riga) war ein deutscher Kommunalpolitiker in Magdeburg.

## Leben

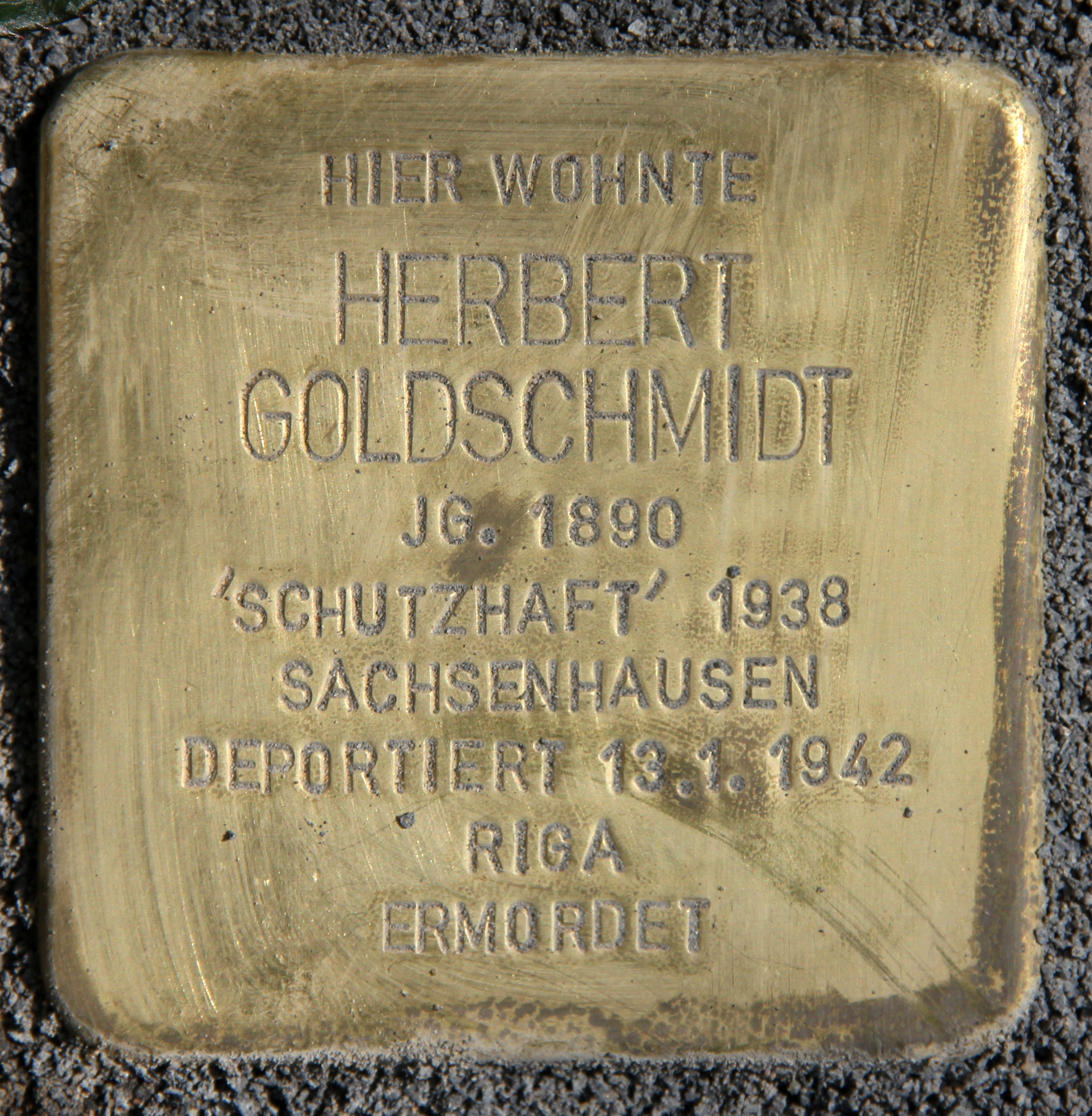
Stolperstein, Droysenstraße 18, in Berlin-Charlottenburg

Goldschmidt war jüdischer Abstammung. Nach seiner Ausbildung zum Rechtsanwalt nahm er 1919 eine Tätigkeit in der Magdeburger Stadtverwaltung auf. 1920 wurde er zum Magistratsrat und 1929 zum besoldeten Stadtrat ernannt.
Am 16. Mai 1931 wurde er Stellvertreter des Magdeburger Oberbürgermeisters Ernst Reuter. Sein Arbeitsfeld war insbesondere, die negativen Auswirkungen der Weltwirtschaftskrise mit kommunalen Mitteln zu bekämpfen. Mit der Machtübernahme der Nationalsozialisten 1933 verlor Goldschmidt, wie auch Ernst Reuter, sein Amt. Noch im selben Jahr wurde Goldschmidt von der Gestapo verhaftet. 1943 wurde er im KZ Riga ermordet.
Die Stadt Magdeburg hat ihm zu Ehren eine Straße benannt, den Goldschmidtring.

## Gedenken
Am 24. April 2014 wurde vor seinem ehemaligen Wohnhaus, Droysenstraße 18, in Berlin-Charlottenburg, ein Stolperstein verlegt.